# Lebbeus Woods
Pour les articles homonymes, voir Woods.
Lebbeus Woods né en 1940 à Lansing dans le Michigan et mort le 30 octobre 2012 à New York, est un architecte américain.

## Carrière
Lebbeus Woods a étudié l'architecture à l'université de l'Illinois à Urbana-Champaign et le génie civil à l'université Purdue. Il a commencé par travailler pour Eero Saarinen avant de se consacrer en 1976 à la théorie et aux projets expérimentaux. Il a conçu des bâtiments à Chengdu en Chine et à La Havane à Cuba. 
En 1994, il est lauréat du Chrysler Design Award (en). En 1998, Woods a cofondé le Research Institute for Experimental Architecture, une institution à but non lucratif dédiée à faire progresser l'architecture expérimentale (en) tout en valorisant l'architecture.
Jusqu'à sa mort, il enseignait l'architecture à la Cooper Union à New York et à European Graduate School à Saas-Fee en Valais.

## Cinéma
Lebbeus Woods a intenté un procès contre Universal Pictures en février 1996, affirmant que son dessin Neomechanical Tower (Upper) Chamber, publié en 1987, avait été utilisé sans autorisation dans une scène du film  L'Armée des douze singes. La justice a donné raison à Lebbeus Woods, a ordonné à Universal Pictures de retirer le film des salles et en a interdit la diffusion tant que les trois scènes où apparaît ce décor ne seraient pas coupées. Moyennant une compensation financière de plusieurs centaines de milliers de dollars, Universal Pictures a obtenu de Woods de pouvoir diffuser le film sans coupures.
Woods est crédité en tant que conceptual architect dans le film Alien 3.

## Publications
- 2011, Lebbeus Woods, OneFiveFour
- 2006, Manuel de Landa, Anthony Vidler, Peter Noever, et Lebbeus Woods, Lebbeus Woods, System Wien
- 2004, Anthony Vidler, Lebbeus Woods, and Paul Virilio, The Storm and the Fall
- 2004, Karsten Harries, Richard Armstrong, Tracy Myers, et Lebbeus Woods, Lebbeus Woods, Experimental Architecture
- 2002, Lebbeus Woods et John Johansen, Nanoarchitecture, A New Species of Architecture
- 2001, Lebbeus Woods, Radical Reconstruction
- 2001, Lebbeus Woods, Earthquake! A Post-Biblical View
- 1996, Lebbeus Woods, Pamphlet Architecture 15, War and Architecture
- 1992, Lebbeus Woods, Anarchitecture Architecture Is a Political Act.
- 1992, Lebbeus Woods, The New City
- 1990, Japan Architect, Lebbeus Woods Terra Nova by Japan Architect

## Sources
- (en) Cet article est partiellement ou en totalité issu de l’article de Wikipédia en anglais intitulé « Lebbeus Woods » (voir la liste des auteurs).

- (de) Cet article est partiellement ou en totalité issu de l’article de Wikipédia en allemand intitulé « Lebbeus Woods » (voir la liste des auteurs).